# Hechtia mexicana
Hechtia mexicana är en gräsväxtart som beskrevs av Lyman Bradford Smith. Hechtia mexicana ingår i släktet Hechtia och familjen Bromeliaceae. Inga underarter finns listade i Catalogue of Life.